# Alfredo Neves
Alfredo da Silva Neves, ou simplesmente Alfredo Neves (Barra Mansa, 27 de novembro de 1887 — Barra Mansa, 24 de junho de 1975) foi um médico, jornalista, professor e político brasileiro.

## Biografia
Filho de Alfredo de Araújo Neves e Amália da Silva, lecionou na Faculdade de Medicina de Niterói (hoje pertencente à Universidade Federal Fluminense), sendo ainda deputado estadual entre 1923 e 1926, secretário de Estado, presidente do Conselho Administrativo do Estado do Rio de Janeiro, tendo chegado a governá-lo no ano de 1939, quando era interventor federal do Estado Ernani do Amaral Peixoto, que havia se licenciado do cargo para atuar na aproximação do Brasil aos países Aliados e novamente no período de 29 de outubro a 6 de novembro de 1945, quando do fim do Estado Novo e nova saída de Amaral Peixoto do governo fluminense.
Foi ainda Presidente da Associação Brasileira de Imprensa entre os anos de 1929 a 1930 e deputado federal, entre 1927 e 1930 e senador pelo Estado do Rio, pelo Partido Social Democrático, eleito pelas eleições realizadas em 2 de dezembro de 1945, com 150.154 votos, com início de mandato no ano de 1946, à Assembleia Nacional Constituinte, exercendo o cargo até 1955.
Seu nome foi dado a uma praça no bairro da Taquara, no Rio de Janeiro.